# Óscar Ruiz Corrales
Oscar Alonzo Ruiz Corrales (Lima, Perú, 7 de diciembre de 1985) es un futbolista peruano. Juega de defensa y actualmente está sin equipo. Tiene 39 años.

## Clubes
| Club                       | País | Año         |
| -------------------------- | ---- | ----------- |
| Sporting Cristal           | Perú | 2004 - 2005 |
| Univ. Técnica de Cajamarca | Perú | 2006        |
| Sport Águila               | Perú | 2008 - 2009 |
| Sport Áncash               | Perú | 2010        |
| Univ. Técnica de Cajamarca | Perú | 2011        |
| Alianza Huánuco            | Perú | 2012-2013   |

## Palmarés

### Campeonatos nacionales
| Título           | Club             | País | Año  |
| ---------------- | ---------------- | ---- | ---- |
| Torneo Clausura  | Sporting Cristal | Perú | 2004 |
| Torneo Clausura  | Sporting Cristal | Perú | 2005 |
| Campeón Nacional | Sporting Cristal | Perú | 2005 |
| Copa Perú        | Sport Huancayo   | Perú | 2008 |